# Дейвид Мичъл
Дейвид Мичъл (на английски: David Stephen Mitchell) е британски писател.

## Биография и творчество
Написал е пет романа, два от които, number9dream (2001) и Облакът Атлас (2004), са номинирани за наградата Букър. Той е живял в Сицилия, Хирошима и Ирландия. Завършил английска и американска литература в Университета на Кент и магистратура по сравнително литературознание.
Романът на Мичъл „Хилядите есени на Якоб де Зут“ се оказва в обявения от Белия дом ваканционен списък на президента Барак Обама за коледните празници на 2010 г.. Екранизация на „Облакът Атлас“ излиза в есента на 2012 г., дело на режисьорите Том Тиквер и двамата Уашовски.

### Самостоятелни романи
- Ghostwritten (1999)
Написано в сянка. Превод от английски Петя Петкова. София: Прозорец, 2018, 440 с. ISBN 978-954-733-952-1
- Number9dream (2001)
- Cloud Atlas (2004)
Облакът Атлас. Превод от английски Магдалена Куцарова-Леви. София: Прозорец, 2012, 613 с.[3][4]
- Black Swan Green (2006)
- The Thousand Autumns of Jacob de Zoet (2010)
Хилядите есени на Якоб де Зут. Превод от английски Весела Еленкова. София: Прозорец, 2012, 624 с. ISBN 9789547336733
- The Bone Clocks (2014)
Часовници от кости. Превод от английски Петя Петкова. София: Прозорец, 2019, 680 с. ISBN 978-619-243-014-6

- Slade House (2015)
Слейд Хаус. Превод от английски Петя Петкова. София: Прозорец, 2016, 256 с. ISBN 978-954-733-894-4
- Utopia Avenue (2020)
Утопия Авеню. Превод от английски Владимир Молев. София: Сиела, 2021, 712 с. ISBN 978-954-283-537-0

### Сборници
- I'm with the Bears: Short Stories from a Damaged Planet (2011) – с Маргарет Атууд, Паоло Басигалупи, T. C. Бойл, Тоби Лит, Лидия Милет, Ву Минги, Натаниел Рич, Ким Стенли Робинсън и Хелън Симпсън

### Документалистика
- Fall Down Seven Times, Get Up Eight (2017) - с Наоки Хигашида